# Mac Kregor
Mac Kregor, de son vrai nom Makensy Guerrier, né en 1979 à Saint-Denis, en Seine-Saint-Denis, est un rappeur et producteur français. Il est un ancien membre du groupe de rap Tandem avec Mac Tyer. Il compte deux albums solo et des collaborations avec de nombreux artistes et groupes comme Lino, Akhenaton, Nysay, Casey, Kazkami, Psy4 De La Rime, Sniper, Sinik, L'Skadrille, Alibi Montana ou Soprano.

## Biographie
Makensy est né à Saint-Denis, en Seine-Saint-Denis, et originaire d'Aubervilliers. Il est d'origine haïtienne. En 1999, il forme le groupe Tandem aux côtés de Mac Tyer, et sortent ensemble en 2005 le single notable 93 Hardcore. Le groupe se sépare en 2014.
En 2006, Mac Kregor publie sa mixtape Insurrection, classé 65e des albums en France. Il suit l'année suivante en 2007, de son double street-album Catharsis, classé 74e des albums. Le 20 mars 2009, il publie son premier album studio solo intitulé Autarcie, qui atteint la 109e place des classements français. En 2014, il collabore avec Black Brut et Niro sur la chanson Que veulent-ils ?.
Après quelques années d'absence, il annonce en mars 2015 et publie un album en commun, La guerre des nerfs, avec Kazkami, ainsi qu'un nouvel album solo intitulé Errare Humane Est en mai 2015. L'album est publié en avril 2015. Avant la sortie de l'album, il publie cinq morceaux. Il annonce au début de 2016 son nouvel album studio solo, Cogito Ergo Sum pour mai 2016.
Il participe en 2021 au Classico organisé sur le morceau Tout pour la mif dans un featuring avec Alkpote, Le Rat Luciano, Elams et Menzo.
En 2022, il sort un petit projet, Forget, pour se rappeler au bon souvenir de ses auditeurs, en attendant un album qui devrait sortir avant la fin de l'année.

## Discographie

### Albums studio
- 2009 : Autarcie
- 2015 : La guerre des nerfs (album en commun avec Kazkami)
- 2016 : Cogito Ergo Sum

### Mixtapes et street albums
- 2005 : Résurrection (mixtape)
- 2006 : Insurrection (mixtape)
- 2007 : Catharsis (double street album)
- 2009 : Oparcie (street album)
- 2018 : Alea Jacta Est
- 2022 : Forget

### Clips
- 2006 : Clichés
- 2007 : Les enfants terribles (extrait du double street album Catharsis)
- 2007 : O.N.E.T (extrait du double street album Catharsis)
- 2008 : Le son des blocks (extrait de l'album Autarcie)
- 2009 : Spectateur du désespoir (extrait de l'album Autarcie)
- 2009 : Ma brousse (extrait de l'album Autarcie)

### Apparitions
- 2005 : Haiti nous feat. Alibi Montana et Yougi (sur l'album d'Alibi Montana)
- 2006 : Morts pour rien feat. VA (sur l'album Morts pour rien d'ADM)
- 2006 : Sans Wallie feat. Izma Flo et Kibba (sur l'album de 1konito Production)
- 2006 : Cherche pas feat. Kazkami (sur l'album de Kazkami)
- 2006 : Par principe feat. Moubaraka (sur l'album de Moubaraka)
- 2006 : Tu vas pleurer feat. Mac Tyer (sur l'album General de Mac Tyer)
- 2006 : Responsable mais pas coupable feat. Nysay (sur l'album de Nysay)
- 2007 : Cavale feat. Alonzo et RA (street CD)
- 2007 : Rescapé feat. Kazkami (street CD)
- 2007 : Traversée de désert (street CD)
- 2007 : À Peine mMajeur feat. 1001 Rimes (sur l'album de 1001 Rimes)
- 2007 : J'reste fort feat. Benny Ruggiero (sur l'album de Benny Ruggiero)
- 2008 : Ma pénitence n'a pas de limites  (sur Fat taf 2)
- 2008 : C'est le western mignon Feat Balkani et Bectos Vapo (sur l'album Boboch In the Hood)
- 2008 : Nos visions Feat Second Degre (sur l'album second degré)
- 2008 : Cavale Feat Releve Agressive (sur l'album de 1001 rimes)
- 2008 : Ghetto Boyz Feat Mac Tyer (sur l'album D'où je viens)
- 2008 : UE - Street CD.
- 2008 : Laisse les croire (feat. Kazkami - street CD)
- 2008 : Inhabité (street CD)
- 2008 : On tue ça (street CD)
- 2009 : Kaaris feat. Mac Kregor - De l'autre côté de la nuit
- 2009 : T'étais où (Remix) feat. Kamelancien, Jango Jack, Tunisiano, Ol'Kainry (sur le 2e Frisson de la vérité)
- 2009 : F+++ die Strasse feat Chaker (sur la compilation La Connexion)
- 2010 : Le Son est trop Ghett Ghett (feat. KMass sur la compilation Cosa Nostra)
- 2012 : Marche Comme Un Soldat feat Mac Tyer, Medine, Dixon, Le Rat Luciano Ol Kainry Salif, Rim-K (sur l'album de Mac Tyer, Untouchable)
- 2012 : Me calcule pas en collaboration avec LX (sur son premier album PHENIX)
- 2013 : Marche arrière, (sur la mixtape Marche arrière[11] produite par le groupe de rap Le Gouffre)
- 2014 : Yac feat. Mac Kregor – La vie qu’on nous promet (sur Rap Ghetto 2)